# 養翠園
養翠園（日语：養翠園）是一座位於日本和歌山縣和歌山市的池泉回遊式日本庭園，由日本公家貴族三條公修所命名。獲指定為日本國定名勝，於1826年建成。

## 外部連結
- 官方网站